# Peter Jarchow

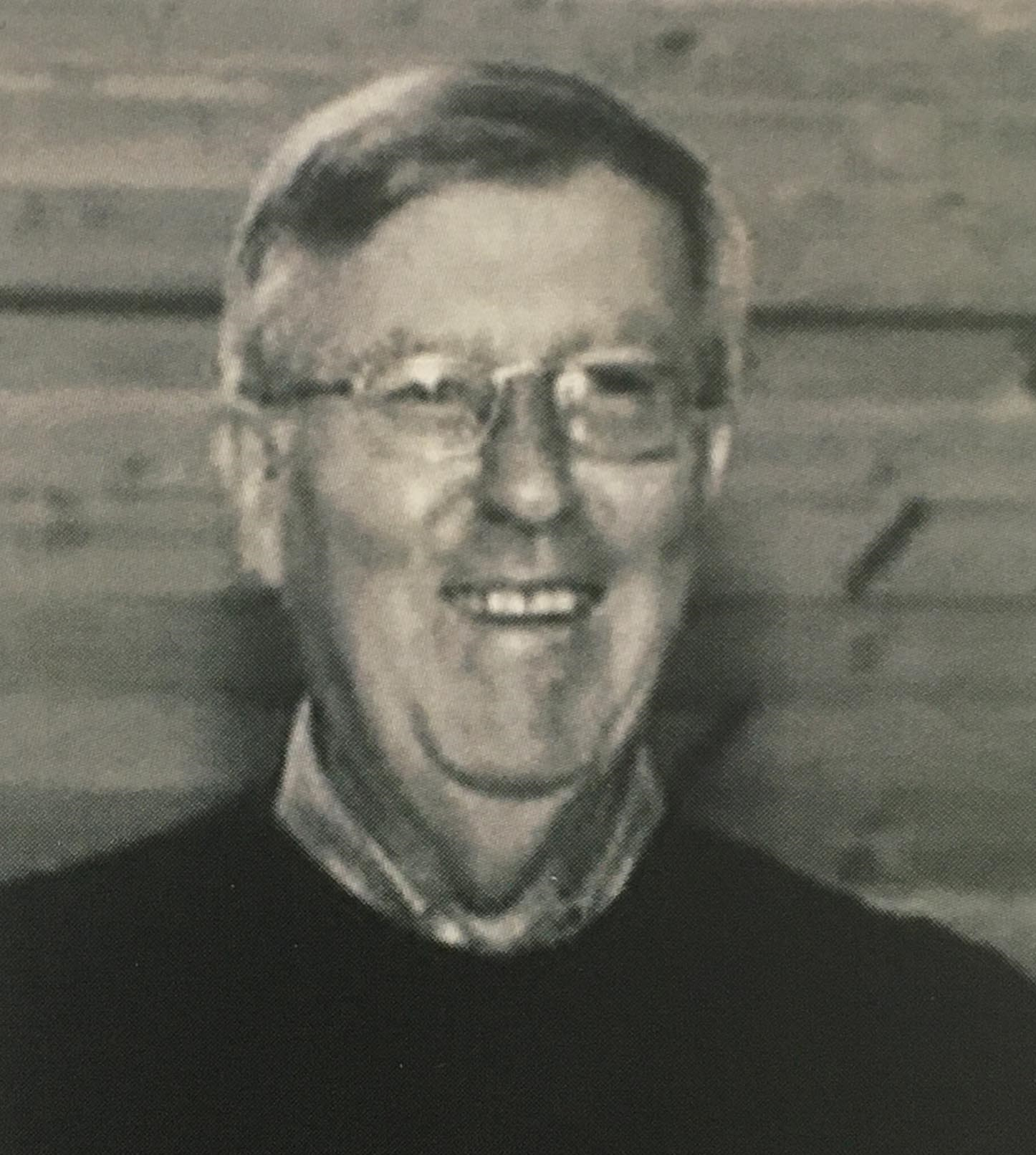
Peter Jarchow

Peter Jarchow (* 1940 in Rostock) ist ein deutscher Pianist und Hochschullehrer.

## Biografie
Jarchow studierte im Hauptfach Klavier bei Heinz Zimbehl und Komposition/Improvisation bei Robert Köbler, Wolfgang Hohensee und Ruth Zechlin an der Hochschule für Musik Hanns Eisler Berlin. Seine Promotion erfolgte dann später im Jahr 1986 über „Spezifik der Ballettmusik“ an der Karl-Marx Universität Leipzig.
Nach dem Studium in Berlin war Jarchow als Pianist für Neuen Künstlerischen Tanz bei Gret Palucca und Eva Winkler an der Palucca Schule Dresden und von 1960 bis 1965 Pianist bei der Gruppe Junger Tänzer (Jean Weidt) tätig.
Von 1976 bis 1985 war er Leiter der musikalischen Ausbildung an der Choreographie-Abteilung der Theaterhochschule „Hans Otto“ Leipzig.
Ab 1979 wirkte er als Pianist, Improvisator, und musikalisch-dramaturgischer Mitarbeiter des Balletts der Staatsoper Dresden und war dort von 1985 bis 1987 stellvertretender Ballettdirektor. Von 1994 bis 1997 war er Direktor der Palucca Schule Dresden, wo er von 1977 bis 2004 die Winterkurse für Improvisation leitete.
1992 erfolgte seine Berufung zum Professor für Improvisation und Ballettkorrepetition an der Leipziger Hochschule für Musik und Theater „Felix Mendelssohn Bartholdy“, wo er bereits seit 1975 im Honorarauftrag lehrte. 1999 wurde er Professor für musikalische Formenlehre/Tanz- und Ballettmusik an der Berliner Hochschule für Schauspielkunst Ernst Busch (seit 1987 im Honorarauftrag). Gastprofessuren hatte er an Hochschulen und Universitäten in Trossingen, Köln, Dresden, Bremen, Bochum und Essen inne. Kurse und Gastspiele führten ihn in die Schweiz, nach Österreich, Schweden, in die USA, nach Frankreich, Italien, Kuba, Kanada, Polen, Bulgarien, Russland, Ungarn, Estland und in die Tschechoslowakei. Er hat eine ständige Lehrtätigkeit im Exploratorium Berlin, an der Kirchenmusikalischen Fortbildungsstätte Schlüchtern, am Forum Tanz Cornelia Widmer Villingen-Schwenningen, an der Europäischen Akademie der Heilenden Künste Klein Jasedow und hält regelmäßig Vorträge innerhalb der Art-Salons von Heidemarie Wiesner.
Jarchow wurde 1999 Gründungsdirektor des Deutschen Instituts für Improvisation. Zahlreiche Veröffentlichungen liegen vor zum Verhältnis Musik und Tanz, zur Geschichte des Modernen Tanzes in Deutschland und zur Improvisation.

## Veröffentlichungen (Auswahl)
- mit Eva Winkler: Musikbeispiele für tänzerischen Unterricht. Zentralhaus für Kulturarbeit der DDR, 1977.

- mit Ralf Stabel: Tanz und Musik, Tanzschüler fragen einen Musiker. In Zusammenarbeit mit NKT-Dokumentation, Studientexte zur Tanz- und Ballettgeschichte, Berlin 1995.
- mit Ralf Stabel: Palucca, aus ihrem Leben – über ihre Kunst. Henschel-Verlag, Berlin 1997, ISBN 3-89487-266-7
- mit Karen Schlimp: Impro-Mosaik, das verrückte Klappbuch mit unbegrenzten Ideen zum Improvisieren, allein oder in der Gruppe. Nepomuk Verlag / Breitkopf & Härtel, 2010.
- Musikbeispiele für Training Klassischer Tanz, Peter Jarchow, Doppel-CD 2016

### Beiträge
- Beitrag In: Gerhard Schumann (Hrsg.): Palucca – Porträt einer Künstlerin. Henschel-Verlag, Berlin 1972.
- Theater, das der größten Sache dient. In: Theater der Zeit, Jahrgang 1980.
- Theater und Publikum im Funktionswandel. In: Theater der Zeit, Jahrgang 1984.
- Zur Spezifik der Ballettmusik. In: Oper heute. Ein Almanach. Henschel-Verlag 1988, ISBN 3-362-00255-2, S. 136–189.
- Brecht: »Toter Hund« oder lebendiger Klassiker? In: Theater der Zeit, Jahrgang 1988.
- Die Palucca Schule Dresden. In: Winfried Höntsch (Hrsg.): Klingendes Dresden. Die Dresdner Musikfestspiele in ihrem ersten Jahrzehnt. Deutscher Verlag für Musik Leipzig 1988, ISBN 3-370-00261-2, S. 227–235.
- II. Nationales Theaterfestival der DDR. In: Theater der Zeit, Jahrgang 1989.
- Beitrag zu Patricio Bunster. In: Edith Kühl (Hrsg.): Patricio Bunster, Wege und Begegnungen. Akademie der Künste Berlin, Berlin 1990, DNB 910164150
- Musik im modernen Ausdruckstanz. In: Angela Rannow, Ralf Stabel (Hrsg.): Mary Wigman in Leipzig. Eine Annäherung an ihr Wirken für den Tanz in Leipzig in den Jahren 1942 bis 1949. Tanzwissenschaft e.V., Dresden 1994, ISBN 3-9803626-0-4.
- mit Eva Winkler: Neuer Künstlerischer Tanz. Eine Dokumentation der Unterrichtsarbeit an der Palucca Schule Dresden 1965–1976. Verlag: Tanzwissenschaft e. V., Dresden 1996, ISBN 978-3-9803626-1-0.
- Ich bin ein Musikus und Gegen den Strom. In: Ralf Stabel (Hrsg.): Palucca Schule Dresden. Geschichte und Geschichten. Verlag der Kunst, 2000, ISBN 90-5705-157-5.
- Mitautor in: Angela Rannow (Hrsg.): Mondscheingiraffen – 25 Jahre Winterkurs Dresden. Verlag Tanzwissenschaft e. V., Dresden 2004. DNB 973541202
- Avancierte Musik im Staatsopernballett Dresden (1966–1999). In: Dresden und die avancierte Musik im 20. Jahrhundert. Teil III: 1966–1999. (= Musik in Dresden Band 6), Laaber 2004, S. 191–195.
- molto tranquillo. In: Lieber amicorum für Ruth Zechlin zu ihrem 80. Geburtstag am 22. Juni 2006. Ries & Erler, Berlin 2006, ISBN 3-87676-013-5.
- Improvisation: (k)ein Kinderspiel. In: Marianne Steffen-Wittek, Dorothea Weise, Dierk Zaiser (Hrsg.): Rhythmik – Musik und Bewegung, transcript, Bielefeld 2019, ISBN 978-3-8376-4371-8, S. 409–419.